# Sphenorhina ruida
Sphenorhina ruida is een halfvleugelig insect uit de familie schuimcicaden (Cercopidae). De wetenschappelijke naam van deze soort is voor het eerst geldig gepubliceerd in 1893 door Distant.